# Arc d'Auguste (Fano)
Pour les articles homonymes, voir Arc d'Auguste.

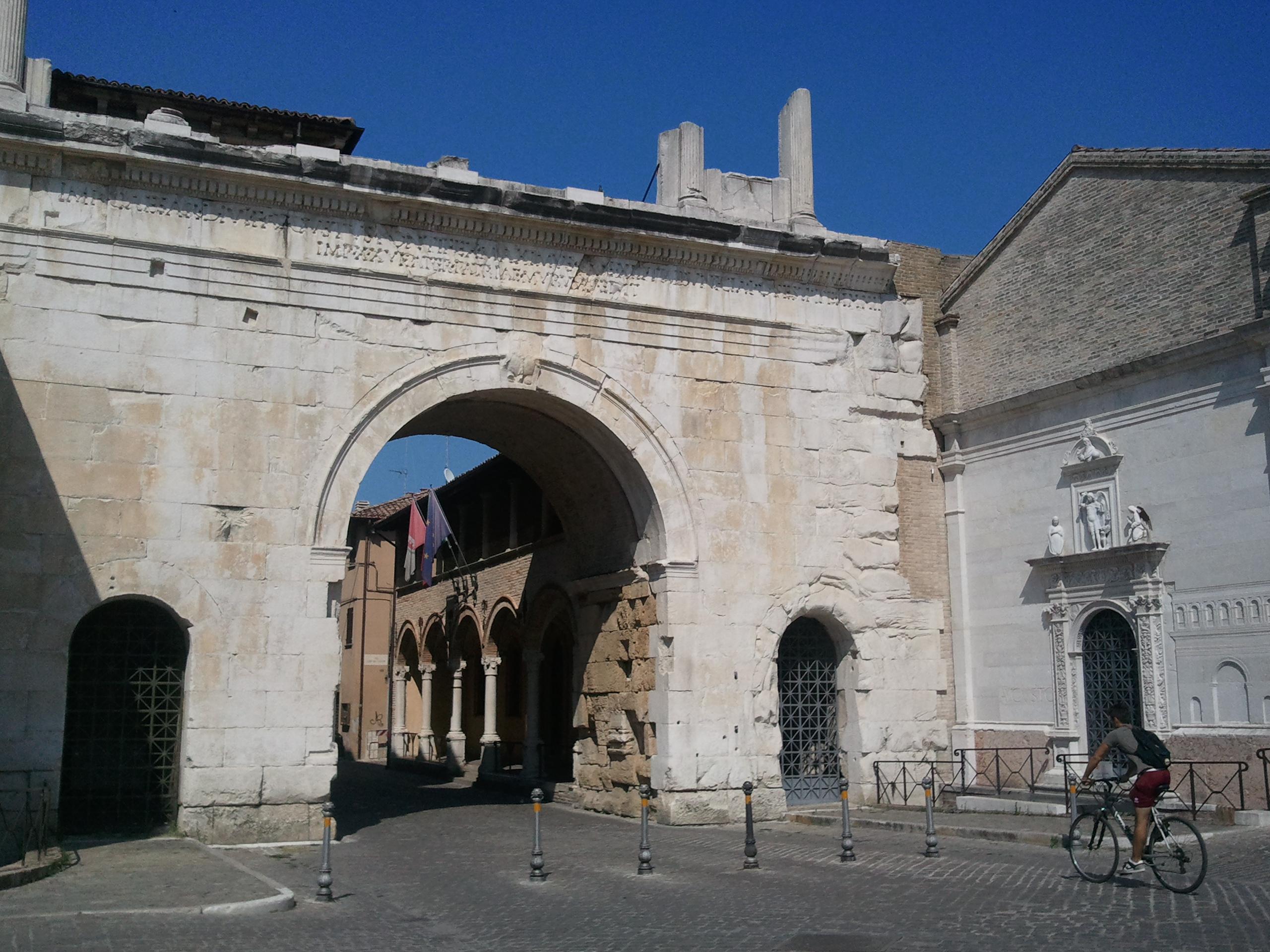
L'arc d'Auguste de Fano.

L'arc d'Auguste est une porte romaine située dans la ville de Fano, dans la province de Pesaro et Urbino, de la région des Marches. Il marque l'entrée de la Via Flaminia dans les remparts et se greffe sur le decumanus. Il est encore l'un des symboles de la ville.

## Historique
La colonie romaine Julia Fanestris s'est adjointe au Fanum Fortunae (temple dédié à la déesse Fortuna) construit là par Vitruve sur la demande de l'empereur Auguste pour célébrer la victoire importante de Rome sur le général Hasdrubal Barca lors de la Bataille du Métaure en -207.
Au vu de l'organisation classique des temples, il devait y avoir deux autres portes l'une orientée vers la mer l'autre vers le sud, il n'en reste pas de trace.
L'arc d'Auguste peut être daté de 9 av. J.-C. par la dédicace gravée dans la pierre en une frise restée lisible malgré la disparition des lettres en bronze doré.
| Texte en latin | Texte traduit |
| --- | --- |
| IMP. CESAR DIVI F. AVGVSTVS PONTIFEX MAXIMVS COS. XIII TRIBVNICIA POTESTATE XXXII IMP. XXVI PATER PATRIAE MVRVM DEDIT | L'empereur César Auguste fils du divin Jules César, Pontifex maximus, consul pour la XIIIe fois, dans sa XXXIIe puissance tribunicienne, salué imperator pour la XXVIe fois, père de la Patrie, a construit ces murs. |

## Description
L'arc d'Auguste est bâti en pierre d'Istrie, avec une majestueuse arche centrale flanquée de deux arches latérales plus petites. La clef de voûte de l'arche centrale est décorée d'un animal, il n'est plus reconnaissable mais devait être un éléphant.
Le corps de base est bien conservé, il soutient un attique ou pseudo portique corinthien qui présentait sept arches séparées par huit colonnes. Cet attique fut ruiné par l'artillerie de Frédéric III de Montefeltro alors qu'il assiégeait la ville en 1463 qui tentait de chasser Sigismond Malatesta alors seigneur de Fano. Les pierres furent utilisées pour construire l'église adjacente ainsi que la loggia de l'Archange Michel, il est possible d'observer les colonnes sur un côté de la façade de  cette église.
Il est possible de rapprocher l'arc de ceux de Porte d'Arroux d'Autun, la porte Venere de Spello ou de l'Arc d'Auguste (Aoste).

## Sources
- (it) Cet article est partiellement ou en totalité issu de l’article de Wikipédia en italien intitulé « Arco d'Augusto (Fano) » (voir la liste des auteurs).

- Ressource relative à la géographie :   - Digital Atlas of the Roman Empire
- Notices d'autorité :   - LCCN
  - Israël